# Andrew Train
Andrew John Train (* 21. September 1963 in Pelsall) ist ein ehemaliger britischer Kanute.

## Leben
Andrew Train ist der Bruder von Steve Train, mit dem er seine größten sportlichen Erfolge feierte. Auch wenn er im Canadier-Einer über die Distanz von 10.000 Metern im Einzel eine Bronze-Medaille bei den Weltmeisterschaften 1991 holen konnte, so erreichte er doch meist mit seinem Bruder die Podestplätze.
Neben den Erfolgen über die Distanzen bei Sprint-Weltmeisterschaften konnten die Train-Brüder auch bei den Marathon-Weltmeisterschaften überzeugen: so holten die beiden bei der ersten Austragung des Events in Nottingham gleich Gold im Canadier-Zweier. Einen Erfolg, den sie in den Jahren 1996 und 1998 wiederholten sollten.
Von 1984 bis ins Jahr 2000 nahm Andrew Train insgesamt fünfmal an Olympischen Sommerspielen teil. Da die Paradedisziplin der Brüder, die 10.000 Meter nur bis ins Jahr 1956 eine olympische Distanz waren, mussten sie hier mit den 500 und 1000 Metern vorliebnehmen, wobei Andrew Train im Jahr 1984 über 500 Meter noch mit Eric Jamieson im Boot saß. Daneben konnte er sich im Jahr 1992 auch über 1000 Meter im Canadier-Einer qualifizieren und kam dort als Sechster ins Ziel.
Andrew Train ist der Stiefbruder der australischen Kanutin Rachel Lovell.